# فرودگاه صحرایی بلویر
فرودگاه صحرایی بلویر (به انگلیسی: Bloyer Field) یک فرودگاه همگانی با کد یاتا MIO است که یک باند فرود آسفالت دارد و طول باند آن ۱۱۸۹ متر است. این فرودگاه در شهر تامه، ویسکانسین کشور ایالات متحده آمریکا قرار دارد و در ارتفاع ۲۹۴ متری از سطح دریا واقع شده‌است.